# Eumetriochroa hiranoi
Eumetriochroa hiranoi là một loài bướm đêm thuộc họ Gracillariidae. Nó được tìm thấy ở Nhật Bản (Honshū và quần đảo Ryukyu).
Sải cánh dài 4.6-6.1 mm.
Ấu trùng ăn Styrax japonicus. Chúng ăn lá nơi chúng làm tổ. The mine được tìm thấy ở upper side of the leaf. It is long linear, irregularly curved, và somewhat serpentine. The mining part is discoloured into white, semitransparent và without a dark line of frass. A pupal chamber is placed at the end of mines, ellipsoidal, with a strongly swollen lower side và a wrinkled upper side.